# ワールドオーシャンファーム
株式会社ワールドオーシャンファームは、かつて存在していた企業である。本社は東京都台東区上野に存在した。資本金8,000万円。

## 概要
魚介類の養殖や不動産などへの投資を営業目的として謳っていたが、実態は投資活動をほとんど行っておらず、詐欺目的で設立された株式会社であるとされる。会長はマルチ商法の会社を渡り歩くその業界内では知られた者であり、2003年1月に前のマルチ商法の会社を倒産させたばかりであった。また息子も資金管理センター長として活動していた。

### 投資の募集内容
2005年11月に発足。「フィリピン国内のエビ養殖事業に投資すれば1年で倍の配当を出す」という名目で、匿名組合の形態を採りつつ約3万5000人から約850億円を集めた。謳っていることとは異なり実態はポンジ・スキームであり、集めた金を配当に回すという自転車操業を繰り返していた。
配当は2007年初頭から滞り始めたが、「納税処理上の問題」と偽って、「半年後に一括配当する」と約束をするとともに、さらに追加出資を募り被害を拡大させた。

### 摘発とその後
2007年2月ごろ、社長らが資金洗浄のために48億円をアメリカに送金したことがFBIの捜査により発覚、アメリカに滞在していた社長らをFBIが問いただしたところフィリピンへ逃亡したことで事件が発覚。日本テレビの報道番組『真相報道 バンキシャ!』の取材班がフィリピンを訪れ、「東京ドーム450個分」と謳われた養殖場が存在しないことを報道すると日本各地で被害者の会が設立された。これらの動きを受けて警視庁が捜査を開始すると、会長は偽造パスポートを用いて国外逃亡したものの、2008年1月には出入国管理及び難民認定法違反で逮捕された。この後、債権者から破産手続き開始の申し立てがなされ、2008年5月22日に東京地方裁判所が破産手続開始を決定したことにより、組織として完全に消滅することとなった。2008年7月2日には、会長を始め10数人が詐欺容疑で再逮捕。中には、詐欺を知りつつ投資話を広めていたとして一部の参加者も含まれていた。
2009年5月28日、東京地方裁判所（戸倉三郎裁判長）は元会長に懲役14年の判決を言い渡した。